# Samyukta Jana Morcha
Samyukta Jana Morcha (Front d'Unitat Popular, United People's Front) fou una coalició electoral del Nepal creada pel Partit Comunista de Nepal (Centre d'Unitat) el 1991 amb Baburam Bhattarai com a president. A més del partit hi van participar l'Organització de Treballadors i Camperols de Nepal i el Partit Comunista de Nepal (Marxista-Leninista-Maoista), però les dos darreres organitzacions la van abandonar al cap de poc. La formació va obtenir 9 escons i fou la tercera força política del país el 1991.
El 2002 al fusionar-se el partit matriu, la Samyukta Jana Morcha es va fusionar amb la Rashtriya Jana Morcha, que era el front del Partit Comunista del Nepal (Masal) i es va formar el Front Popular de Nepal (People's Front, Nepal).